# Uncle Frank
Uncle Frank je americký hraný film z roku 2020, který režíroval Alan Ball podle vlastního scénáře. Film měl premiéru na filmovém festivalu Sundance dne 25. ledna 2020.

## Děj
46letý Frank Bledsoe působí jako profesor literatury na Newyorské univerzitě. Když jeho otec zemře v Jižní Karolíně v roce 1972, vrací se domů na pohřeb. Doprovází ho jeho 18letá neteř Beth, která v New Yorku studuje literaturu. Beth rychle pochopí, že Frank je gay a že Walid Nadeem, není jeho spolubydlící, ale jeho partner, a že vztah s ním před rodinou tají už deset let. Wally je muslim, pochází ze Saúdské Arábie a opustil svou vlast, kde mohl být za svou homosexualitu popraven. Jeho otec už zemřel, matka a zbytek rodiny si myslí, že žije se ženou.
Frank a Beth jedou na pohřeb. Wally se k nim navzdory Frankovu nesouhlasu později připojí. Všichni tři chtějí přenocovat v malém hotelu, ale Frank a Beth nevědí, jaký rodinný vztah by měli s Wallym předstírat. Frank si není jistý, zda ho zbytek jeho rodiny dokáže přijmout stejně jako Beth.

## Obsazení
| Paul Bettany     | Frank Bledsoe |
| Sophia Lillis    | Beth Bledsoe  |
| Peter Macdissi   | Walid „Wally“ |
| Judy Greer       | Kitty Bledsoe |
| Steve Zahn       | Mike Bledsoe  |
| Stephen Root     | otec          |
| Margo Martindale | matka         |
| Lois Smith       | teta Butch    |
| Jane McNeill     | Neva          |
| Cole Doman       | mladý Frank   |
| Burgess Jenkins  | Beau          |
| Colton Ryan      | Bruce         |

## Ocenění
- Festival amerického filmu: Cena diváků (Alan Ball), nominace do soutěže
- GLAAD Media Awards: Cena za nejlepší televizní film
- Primetime Emmy Awards: nominace na nejlepší televizní film
- Satellite Awards: nominace na nejlepší televizní film
- Cena Guild of America: Nominace na nejlepší scénář – původní celovečerní film (Alan Ball)